# Семиноженко Володимир Петрович
Володи́мир Петро́вич Семино́женко (нар. 9 червня 1950, Київ) — український громадський і політичний діяч, науковець у галузі фізики, матеріалознавства та надпровідних матеріалів, доктор фізико-математичних наук (1984), професор (1988), академік НАН України (1992), двічі лауреат Державної премії України в галузі науки і техніки (1992, 2000) та Міжнародної премії в галузі ядерної фізики, лауреат премії ім. В. І. Трефілова НАН України, премії Кабінету міністрів України за розроблення і впровадження інноваційних технологій. Генеральний директор ДНУ «НТК „Інститут монокристалів“ НАН України», голова Північно-східного наукового центру НАН України, народний депутат України 2-го і 3-го скликань. Міністр України у справах науки і технологій (1996—1998 р.), Віцепрем'єр міністр України (1999, 2001—2002, 2010 рр.) Голова Державного агентства з питань науки, інновацій та інформатизації України (29 квітня 2011— 11 червня 2014).
Один зі співзасновників та колишній член Партії регіонів (2000—2004). Голова Української федерації вчених, член Президії Федерації роботодавців України (з 2020 р.)

## Життєпис
Предки Семиноженка по лінії матері походять із с. Уланок Суджанського району Курської області Російської Федерації (Північна Слобожанщина), колишня Київська, Харківська губернії), по лінії батька — с. Локня, Сумської області.
Народився 1950-го у Києві в сім'ї військового. 1961-го його родина переїхала до Харкова.

### Освіта і наукові звання
- закінчив фізико-математичну школу № 27 у Харкові;
- 1972 — на рік раніше встановленого строку з відзнакою закінчив фізико-технічний факультет Харківського державного університету;
- 1974 — захистив кандидатську дисертацію;
- 1984 — доктор фізико-математичних наук;
- 1988 — Професор;
- 1988 — обрано членом-кореспондентом АН УРСР;
- 1992 — академік Національної академії наук України;
- з 1993 — обрано членом Президії НАН України, Головою Північно-східного наукового центру НАН України.

### Кар'єра
- З 1972 року стажист-дослідник Харківського фізико-технічного інституту АН УРСР, молодший науковий співробітник Донецького фізико-технічного інституту імені О. О. Галкіна НАН України.
- 1975—1985 — старший науковий співробітник Фізико-технічного інституту низьких температур імені Б. І. Вєркіна АН УРСР.
- з 1985 року працював генеральним директором Всесоюзного науково-виробничого об'єднання «Монокристалреактив» Міністерства хімічної промисловості СРСР, яке 1991 року з ініціативи Семиноженка перетворено на перший академічний науково-технологічний концерн (згодом комплекс) «Інститут монокристалів НАН України». З 1996 року є його науковим керівником.
- 1994 — обраний народним депутатом України від Дзержинського району м. Харкова. Під час роботи у Верховній Раді України брав участь у створенні й прийнятті Конституції України. Ініціював розробку й прийняття Верховною Радою ряду важливих законопроєктів із реформування системи соціального захисту, науки і освіти;
- 28 серпня 1996 — 21 квітня 1998— очолював Міністерство у справах науки та технологій, член Президії Кабінету Міністрів України;
- 1998— повторно обраний народним депутатом України від Харкова; Голова Комітету Державної ради з питань науки і освіти.
- 18 серпня — 30 грудня 1999 р. — віцепрем'єр-міністр України. Перебуваючи на цій посаді, став одним з ініціаторів пенсійної реформи та реформи системи медичного страхування. Автор «наукових пенсій» в законодавстві України, закону «Про технопарки».
- початок 2000 р. (після закінчення повноважень уряду Валерія Пустовойтенка)— повернувся до парламентської діяльності (голова Комітету Верховної Ради України з питань науки і освіти);
- 30 травня 2001 р. — 26 листопада 2002 р. — працював віцепрем'єр-міністром України з гуманітарних питань в уряді А.Кінаха, де зосередив увагу на питаннях модернізації системи соціального захисту населення, подальшому впровадженні медичної та пенсійної реформ, створенні інноваційних засад розвитку національної науки і виробництва;
- з 11 березня 2010 по 2 липня 2010 — віцепрем'єр-міністр з гуманітарної політики в уряді Миколи Азарова;
- з 5 липня 2010 по 21 грудня 2010 — Голова Державного комітету України з питань науки, інновацій та інформатизації.[2][3];
- з 21 грудня 2010 — Голова Державного агентства з питань науки, інновацій та інформації України[4];
- з 29 квітня 2011 по 11 червня 2014 — Голова Державного агентства з питань науки, інновацій та інформатизації України[5].

## Праці
Автор понад 500 наукових праць та винаходів, понад 80 патентів. Автор книжок: «Про головне», «Україна: наука та інноваційний розвиток», «Енергія та життя. Екологія і майбутнє», «Політика часу», «Інноваційна стратегія українських реформ», «Точка зору», «Новий регіоналізм» тощо.

## Державна і політична діяльність
- 1996—1998 — міністр у справах науки і технологій, член Президії Кабінету Міністрів України. Зробив внесок у формування цілісної системи державного управління циклом «наука— технології— інновації», розгортання й реалізації важливих для вітчизняної економіки науково-технічних розробок, підготовки проєктів законодавчих і нормативних актів, спрямованих на збереження і розвиток науково-технологічного потенціалу держави. Обраний головою Міждержавного комітету з науково-технічного розвитку країн-учасниць СНД.
- 1999 та 2001—2002 — віцепрем'єр-міністр України. Реалізує пенсійну реформу в Україні, займається перебудовою державної системи охорони здоров'я, впровадженням Закону про середню освіту.
- 2002 — очолює створену в Москві підкомісію з культурного та гуманітарного співробітництва між Росією та Україною, для розв'язання взаємних питань щодо ставлення збоку України та Росії до певних періодів історії.
- 1 березня 2010 року — липень 2010 року — віцепрем'єр-міністр України.
- Тричі обирався народним депутатом України (1994, 1998, 2002 роки).
- 1994—1998 — координатор міжфракційного депутатського об'єднання «Наука України».
- 1998—2000 — голова Комітету з питань науки й освіти.
- 2000—2001— член Комітету з питань бюджету Верховної Ради України; відіграв помітну роль у створенні й прийнятті Конституції України, ряду законодавчих актів, зокрема законів України: «Про наукову і науково-технічну діяльність», «Про загальну середню освіту»; законопроєктів: «Про вищу освіту», «Про інноваційну діяльність», «Про захист авторських і суміжних прав»; Концепції науково-технологічного та інноваційного розвитку України тощо[6].

Був одним із засновників і перших керівників Партії регіонів (2001—2003) разом з Петром Порошенком, Миколою Азаровим, Валентином Ландиком та іншими. В 2004 році у зв'язку з незгодою зі змінами в діяльності Партії регіонів вийшов за власним бажанням з її лав. Є керівником політичної партії «Нова політика» (до березня 2020). У 2009 з його ініціативи засновано громадянський рух «Нова Україна».
Член Національної спілки художників України (1992) та Національної спілки фотохудожників України (1995), почесний академік Академії мистецтв України, почесний доктор та професор 34 університетів.

## Відзнаки і нагороди
- Двічі лауреат Державної премії України в галузі науки і техніки (1992, 2000)
- Міжнародна премія в галузі ядерної фізики (1999)
- «Заслужений діяч науки і техніки України»
- Премія ім. В. І. Трефілова НАН України
- «За заслуги» І, ІІ і ІІІ ступенів
- «Святого Князя Володимира» IV ступеня
- орден князя Ярослава Мудрого V ступеня
- Почесні грамоти Кабінету Міністрів України та ВРУ
- Премія Кабінету міністрів України за розроблення і впровадження інноваційних технологій.

## Політичні погляди
Виступає за активну державну політику у сфері інноваційного розвитку, збільшення державних асигнувань на науку і освіту. На його думку, щоб зменшити залежність від зовнішніх економічних впливів Україна має розробляти власні новітні технології.

### Щодо союзу з РФ та Білоруссю
У березні 2010 року віцепрем'єр Семиноженко закликав обговорити створення союзу трьох держав — України, Росії та Білорусі, назвавши такий союз «однією зі схем, яка має право на розгляд, так само як і участь України в Євросоюзі». Посилаючись на Інститут соціології Національної академії наук Семиноженко сказав, що більшість українців хотіла б увійти до такого союзу. Згодом Семиноженко відмовився від цієї заяви, заявивши, що його неправильно зрозуміли.

## Антиукраїнські погляди

### Участь у спробі скасувати український дубляж
Був одним з найзапекліших противників впровадження українського дубляжу в кінопрокат України. У 2010 році українські ЗМІ повідомляли що член ПР Володимир Семиноженко, разом з Вадимом Колесніченком, Дмитром Табачником, Олексієм Костусєвим та Іриною Бережною, лобіює інтереси російських дистриб'юторів, що прагнуть повернути російський дубляж в Україні, намагаючись скасувати обов'язковий український дубляж для українського кінопрокату.

## Сім'я
Одружений, виховує 3 синів: Дениса, Ігоря та Андрія.